# Yponomeuta paurodes
Yponomeuta paurodes là một loài bướm đêm thuộc họ Yponomeutidae. Nó được tìm thấy ở Queensland và New South Wales.
Sải cánh dài khoảng 20 mm.
Ấu trùng ăn Cassine australis. 